# Genia Tobin
Genia Tobin (Viena, 1953) és cantant i vocalista del grup Els Valldemossa.
La seva formació musical començà l'any 1967 al Centre de la Guitarra de Palma per continuar tres anys més tard a l'Escola Superior de Música de Viena quan va obtenir una beca per a cant. Aquell mateix any passà a formar part d'Els Valldemossa en substitució de Margaluz. El grup esdevingué un referent de la música balear de l'època.
Com a solista ha fet recitals de lieder i ha intervengut en concerts amb Jayme Marques.